# Jacaranda mutabilis
El jacarandá (Jacaranda mutabilis) es una especie de bignoniácea arbustiva del género Jacaranda. Habita en áreas cálidas del centro de Sudamérica. 

## Distribución y hábitat
Es un taxón endémico del Cerrado del centro de América del Sur. Se distribuye en el centro del Brasil en los estados de: Mato Grosso, Mato Grosso del Sur y Minas Gerais, y en el nordeste del Paraguay, en los departamentos de: Alto Paraguay y Amambay.
Habita bajo un clima tropical o semitropical en altitudes de entre 150 y 550 m s. n. m.. Prefiere suelos arcillo-arenosos ennegrecidos, en ambientes de cerrado degradado.

## Descripción
Es un arbusto con una altura de entre 1 y 3 m, con tallos leñosos plateados, en forma de vara, sin formar copa. Hojas compuestas bipinnadas.
Florece a fin del invierno a primavera; flores en racimo terminal, de color púrpura a púrpura oscuro, aromáticas. Fructifica desde el verano hasta el invierno; el fruto es una sámara redondeada y achatada, verde inmadura, que al madurar se seca y abre, liberando semillas aladas las que son dispersadas por el viento.

## Taxonomía
Este jacarandá fue descrito originalmente en el año  1910 por el naturalista, botánico y médico suizo Emil Hassler.
Localidad y ejemplar tipo
El holotipo fue colectado en septiembre de 1907, y se conoce con el código Hassler 10535. La localidad donde fue colectado es: Paraguay, Alto Paraguay, Esperanza, Esperanza.